# ماسائو تاکی‌یاما
ماسائو تاکی‌یاما (انگلیسی: Masao Takiyama؛ زادهٔ ۱ ژانویهٔ ۱۹۰۱) تهیه‌کننده فیلم، و تهیه‌کننده تلویزیونی اهل ژاپن است.